# Рос (град)
Вижте пояснителната страница за други значения на Рос.
Рос (на английски: Ross) е град в окръг Марин, в района на залива на Сан Франциско, щата Калифорния, Съединените американски щати.
Той е с население от 2480 души (по приблизителна оценка от 2017 г.) и обща площ от 4,1 км² (1,6 мили²), изцяло суша.

## Личности
- Шон Пен – актьор, живее със семейството си в града.